# Scout Niblett
Scout Niblett, nome d'arte di Emma Louise Niblett (Stone, 29 settembre 1973), è una cantautrice e musicista inglese.

## Biografia
Nata nello Staffordshire, inizia il suo approccio alla musica studiando piano, violino e poi chitarra. Nei primi anni 2000 si esibisce nei locali e sceglie il nome Scout per omaggiare Jean Louise "Scout" Finch, protagonista del romanzo di Harper Lee del 1960 Il buio oltre la siepe. Dopo aver pubblicato diverse demo in cui canta, suona e registra, viene ingaggiata dall'etichetta discografica indipendente statunitense Secretly Canadian. Pubblica uno split 7" con Songs: Ohia dal titolo Miss My Lion. Nel 2001 pubblica invece il suo album d'esordio, ossia Sweet Heart Fever, registrato ad Hamilton (Scozia) con il produttore Andy Miller.
Segue un EP intitolato I Conjure Series e registrato live in cui suona tutti gli strumenti.
Nel 2003 si trasferisce negli Stati Uniti per proseguire la carriera.
Nel giro di tra anni pubblica due altri album: I Am (2003) e Kidnapped by Neptune (2005, la "title track" viene inserita in uno spot per Stella McCartney). Inoltre collabora con il produttore Steve Albini e sigla un contratto con la Too Pure per i successivi lavori discografici. 
Nel 2007 registra e pubblica il suo quarto album, This Fool Can Die Now, prodotto da Albini ed al quale partecipa Bonnie 'Prince' Billy.
Nel 2010 viene distribuito il quinto album in studio, The Calcination of Scout Niblett, che segna il debutto dell'artista per Drag City. Nel maggio 2013 esce It's Up to Emma, album registrato tra il Portogallo e l'Oregon.

## Vita privata
Oltre alla carriera musicale, è un'astrologa professionista.

## Discografia parziale

### Album di studio
- 2001 - Sweet Heart Fever
- 2003 - I Am
- 2005 - Kidnapped by Neptune
- 2007 - This Fool Can Die Now
- 2010 - The Calcination of Scout Niblett
- 2013 - It's Up to Emma

### EP
- 2002 - I Conjure Series EP